# Oficialitat del català a Andorra
La Llei d'ordenació de l'ús de la llengua oficial, del dia 16 de desembre de 1999 determina que "la llengua oficial de l'Estat" és el català. Com a llengua de l'Estat, el català ha de ser la llengua d'ús general al territori. Aquest objectiu s'ha d'aconseguir amb un esperit de justícia d'obertura i de respecte de les altres expressions lingüístiques veïnes. La llei consta de quaranta-un articles, que recullen àmbits com ara els objectius (garantir l'ús oficial del català; generalitzar-ne el coneixement; preservar i garantir-ne l'ús a tots els àmbits: ensenyament, mitjans de comunicació i activitats culturals, socials i esportives; estendre la consciència social sobre el fet que el català és un bagatge cultural indispensable per al manteniment de la identitat del país i vetllar pel patrimoni lingüístic andorrà).
Altres articles recullen els drets i deures lingüístics, la integració dels no catalanoparlants, la variant andorrana, la llengua de les institucions públiques, la toponímia, el català com a llengua de l'educació i dels mitjans de comunicació, activitats culturals i esportives, la planificació lingüística, entre d'altres.